# Edward Crossley
Pour les articles homonymes, voir Crossley.
Edward Crossley (né en 1841  - mort le 21 janvier 1905) est un astronome, homme politique et homme d'affaires anglais. De 1874 à 1876 et de 1884 à 1885, il est maire de Halifax. De 1885 à 1892, il est le représentant de la circonscription de Sowerby (en) au parlement britannique.

## Biographie
Edward Crossley est le fils aîné de Joseph Crossley J.P., de Broomfield, Halifax, Yorkshire. À l'âge de 27 ans, il hérite de la compagnie de tapis familiale John Crossley & Sons de son père.
Il épouse Jane Eleanor Baines, troisième fille d'Edward Baines.
En 1867, il devient membre de la Royal Astronomical Society. Il construit un observatoire astronomique et achète un télescope de 36 pouces (91 cm) à Andrew Ainslie Common en 1885. Il engage Joseph Gledhill comme observateur.
En 1879, il écrit Handbook of Double Stars avec Gledhill et James Maurice Wilson, qui devient un ouvrage de référence.